# Ileana Ciuculete
Ileana Ciuculete (n. 20 septembrie 1952, Gubaucea, România – d. 14 martie 2017, București, România) a fost o interpretă română de muzică populară din zona Olteniei. În întreaga ei carieră a înregistrat 30 de discuri și a fost premiată în România cu 3 discuri de aur și un disc de platină, iar în Serbia cu 1 disc de aur.
A murit în 2017 de o ciroză hepatică dezvoltată dintr-o hepatită C netratată la timp.

## Discografie
| - 1975 - De ce-i lăsat dorul dor - cu Valeriu Sfetcu - 1977 - M-am născut la Vânju-Mare - cu Valeriu Sfetcu - 1979 - Primăvara-nfloare dorul - cu Valeriu Sfetcu - 1981 - Într-o zi de mai cu soare - 1983 - Cântece de voie bună - cu Valeriu Sfetcu - 1984 - Tinerețe nu pleca - 1985 - Autografe muzicale - cu alți interpreți - 1985 - Vorbește lumea vorbește - 1987 - Puiul meu de-atâta vreme - 1988 - Bobocel de trandafir - 1989 - Eu le-am spus ochilor mei - 1991 - Melodii îndrăgite - cu Aurel Ciuculete - 1992 - Vorbesc dușmanii de mine - 1993 - Scoate țigancă ghiocul - 1994 - Într-o seară de Crăciun - cu Cristian Ciuculete | - 1996 - Neicuță din Calafat - 1997 - N-aș zice că nu mi-e bine - 1998 - Best of - 1999 - Asta sunt, n-aveți ce-mi face - 2000 - Sunt muiere iubăreață - 2001 - Am venit cu drag la voi - 2002 - Hai bărbate taci, taci, taci - 2003 - Cântă nașa cu fina - 2004 - Ciupe neică binișor - 2005 - Ciorba de curcan - 2006 - Prost ai fi dacă mă crezi - 2007 - Didu lidu - 2009 - Banii, banii se câștigă - 2011 - Pân` la tine mândro la sălaș - 2013 - Din Timoc la Chișinău |